# Phalanta tiomana
Phalanta tiomana är en fjärilsart som beskrevs av Corbet 1937. Phalanta tiomana ingår i släktet Phalanta och familjen praktfjärilar. Inga underarter finns listade i Catalogue of Life.